# Delhi, Ontario
Delhi är en ort i Kanada.   Den ligger i provinsen Ontario, i den sydöstra delen av landet, 500 km sydväst om huvudstaden Ottawa. Delhi ligger 234 meter över havet och antalet invånare är 4 172.
Terrängen runt Delhi är mycket platt. Närmaste större samhälle är Norfolk County, 9,7 km öster om Delhi. 
Trakten runt Delhi består till största delen av jordbruksmark. Runt Delhi är det ganska glesbefolkat, med 32 invånare per kvadratkilometer.